# Hoddom
Hoddom ist eine Streusiedlung etwa vier Kilometer südlich der Stadt Lockerbie. Zudem war Hoddom ein Civil parish in Dumfriesshire, Schottland.
Südlich von Hoddom liegt die Hoddom Bridge über den Annan. Westlich von Hoddom liegt Hoddom Castle.